# Улицы Москвы, переименованные в 1990—1993 годах
В этой статье приводится список улиц Москвы, переименованных в 1990—1993 годах, когда им были возвращены исторические названия. В основном переименования затронули улицы в пределах Садового кольца.

## Список
| # А Б В Г Д Е Ё Ж З И К Л М Н О П Р С Т У Ф Х Ц Ч Ш Щ Э Ю Я |

### 1-9
- 25-го Октября ул. → Никольская улица[1]
- 50-летия Октября пл. → Манежная площадь[1]

### А
- Адама Мицкевича ул. → Большой Патриарший переулок[1]
- Аксакова пер. → Филипповский переулок[1]
- Алексея Толстого ул. → Спиридоновка улица[1]
- Арбатская пл. → Площадь Арбатские Ворота[1]
- Аркадия Гайдара пер. → Большой Казённый переулок[1]
- Архипова ул. → Большой Спасоглинищевский переулок[1]
- Астаховский пер. → Певческий переулок[1]

### Б
- Бауманская пл. → Елоховская площадь[1]
- Безбожный пер. → Протопоповский переулок[1]
- Белинского ул. → Никитский переулок[1]
- Белорусского Вокзала пл. → Площадь Тверская Застава[1]
- Богдана Хмельницкого ул. → Маросейка ул.[1]
- Большевистская ул. → Большой Предтеченский переулок[1]
- Большевистский пер. → Гусятников переулок[1]

### В
- Вальтера Ульбрихта ул. → Новопесчаная улица[1]
- Вахтангова ул. → Большой Николопесковский переулок[1]
- Веснина ул. → Денежный переулок[1]
- Владимирова пр. → Никольский переулок[1]
- Воеводина пер. → Переулок Каменная Слобода[1]
- Володарского ул. → Гончарная улица[1]
- Воровского ул. → Поварская улица[1]
- Восстания пл. → Кудринская площадь[1]
- Вузовский Б. пер. → Большой Трёхсвятительский переулок[1]
- Вузовский М. пер. → Малый Трёхсвятительский переулок[1]

### Г
- Георгиу-Дежа ул. → 2-я Песчаная улица[1]
- Герцена ул. → Большая Никитская улица[1]
- Горького пер. → Хитровский переулок[1]
- Горького ул. → Тверская улица (в пределах Садового кольца), 1-я Тверская-Ямская улица (от Триумфальной пл. до пл. Тверская Застава)[1]
- Готвальда ул. → Улица Чаянова[1]
- Грановского ул. → Романов переулок[1]
- Гречко Маршала просп. → Кутузовский проспект[1]
- Грибоедова ул. → Малый Харитоньевский переулок[1]
- Грицевецкая ул. → Большой Знаменский переулок[1]

### Д
- Дзержинского пл. → Лубянская площадь[1]
- Дзержинского ул. → Улица Большая Лубянка[1]
- Димитрова ул. → Улица Большая Якиманка[1]
- Дмитриевского ул. → 1-й Зачатьевский переулок[1]
- Добрынинская пл. → Серпуховская площадь[1]
- Добрынинская ул. → Улица Коровий Вал[1]

### Е
- Елизаровой ул. → Яковоапостольский переулок[1]
- Ермоловой ул. → Большой Каретный переулок[1]

### Ж
- Жданова ул. → Улица Рождественка
- Жолтовского ул. → Ермолаевский переулок[1]

### З
- Землячки ул. → Большая Татарская улица[1]

### И
- Ильича пл. → Площадь Рогожская Застава[1]
- Интернациональная ул. → Яузская улица[1]
- Исторический пр. → Проезд Воскресенские Ворота[1]

### К
- Калинина просп. → Улица Новый Арбат[1]
- Калинина просп. → Улица Воздвиженка (в 1935—1946 гг. — улица Коминтерна; в 1946—1962 гг. — улица Калинина; 1963—начало 1990-х гг. — часть проспекта Калинина)[1]
- Каляевская ул. → Долгоруковская улица[1]
- Карла Маркса ул. → Старая Басманная улица[1]
- Качалова ул. → Малая Никитская улица[1]
- Кирова ул. → Мясницкая улица[1]
- Кировские Ворота пл. → Площадь Мясницкие Ворота[1]
- Кировский пр. → Мясницкий проезд[1]
- Китайский пр. → Китайгородский проезд[1]
- Колхозная Б. и Колхозная М. пл. → Большая Сухаревская площадь[1]
- Коммуны пл. → Суворовская площадь[1]
- Комсомольский Б. пер. → Большой Златоустинский переулок[1]
- Комсомольский М. пер. → Малый Златоустинский переулок[1]
- Краснопресненская наб. (часть) → Пресненская набережная
- Красикова ул. → Нахимовский проспект (часть)[1]
- Кропоткинская наб. → Пречистенская набережная[1]
- Кропоткинская ул. → улица Пречистенка[1]
- Кропоткинские Ворота пл. → площадь Пречистенские Ворота[1]
- Крыленко ул. → 1-й Обыденский переулок[1]

- Куйбышева пл. → Биржевая площадь[1]
- Куйбышева ул. → Ильинка улица[1]
- Куйбышевский пр. → Богоявленский переулок[1]

### Л
- Ленинская пл. → Павелецкая площадь[1]
- Ленинский пр. → Павелецкая площадь[1]
- Лермонтовская пл. → площадь Красные Ворота[1]
- Луначарского ул. → Глазовский переулок[1]

### М
- Максима Горького наб. → Космодамианская набережная[1]
- Максима Горького пер. → Хитровский переулок
- Маратовский Б. пер. → Большой Ордынский переулок[1]
- Маратовский М. пер. → Малый Ордынский переулок[1]

- Маркса и Энгельса ул. →Малый Знаменский переулок плюс Большой Знаменский переулок плюс Староваганьковский переулок[1]
- Маркса просп. → Моховая улица[1]
- Маркса просп. → улица Охотный Ряд[1]
- Маркса просп. → Театральный проезд[1]
- Мархлевского ул. → Милютинский переулок
- Маяковского пл. → Триумфальная площадь[1]
- Медведева ул. → Старопименовский переулок[1]
- Метростроевская ул. — Остоженка
- Мечникова пер. → Малый Казённый переулок[1]
- Мориса Тореза наб. → Софийская набережная[1]
- Москвина ул. → Петровский переулок[1]
- Мясковского ул. → Большой Афанасьевский переулок[1]

### Н
- Наташи Качуевской ул. → Скарятинский переулок[1]
- Неглинный 1-й пер. → Сандуновский переулок[1]
- Неглинный 2-й пер. → Звонарский переулок[1]
- Неглинный 3-й пер. → Нижний Кисельный переулок[1]
- Неждановой ул. → Брюсов переулок[1]
- Немировича-Данченко ул. → Глинищевский переулок[1]
- Новокировский просп. → проспект Академика Сахарова
- Ногина пл. → площадь Варварские Ворота[1]
- Ногина пл. → Славянская площадь[1] (также Варварская площадь)

### О
- Обуха ул. → улица Воронцово Поле[1]
- Огарёва ул. → Газетный переулок[1]
- Октябрьская пл. → Калужская площадь[1]
- Осипенко ул. → Садовническая улица[1]
- Островского А. Н. ул. → улица Малая Ордынка[1]
- Островского Н. А. пер. → Пречистенский переулок[1]
- Остужева ул. → Большой Козихинский переулок[1]

### П
- Павлика Морозова пер. → Нововаганьковский переулок[1]
- Палиашвили ул. → Малый Ржевский переулок, Ножовый переулок[1]
- Пельше ул. → Мичуринский проспект[1]
- Пионерские пруды → Патриаршие пруды[1]
- Пионерский М. пер. → Малый Патриарший переулок[1]
- Писемского пер. → Борисоглебский переулок[1]
- Подбельского ул. → Ивантеевская улица[1]
- Прямикова пл. → Андроньевская площадь[1]
- Пушкинская ул. → улица Большая Дмитровка[1]

### Р
- Разина ул. → улица Варварка[1]
- Репина пл. → Болотная площадь[1]
- Рылеева ул. → Гагаринский переулок[1]

### С
- Савельевский пер. → Пожарский переулок[1]
- Садовских пер. → Мамоновский переулок[1]
- Сапунова пр. → Ветошный переулок[1]
- Свердлова пл. → Театральная площадь[1]
- Семашко ул. → Большой Кисловский переулок[1]
- Серова пр. → Лубянский проезд[1]
- Скворцова-Степанова пр. → Большой Путинковский переулок[1]
- Собиновский пер. → Малый Кисловский переулок[1]
- Советская пл. → Тверская площадь[1]
- Станиславского ул. → Леонтьевский переулок[1]
- Станкевича ул. → Вознесенский переулок[1]
- Стопани пер. → переулок Огородная Слобода[1]
- Суворовский бульв. → Никитский бульвар[1]
- Суслова ул. → Аминьевское шоссе[1]

### Т
- Танеевых ул. → Малый Власьевский переулок[1]
- Татьяны Макаровой ул. → Болотная улица[1]
- Телеграфный пер. → Архангельский переулок[1]
- Тулинская ул. → улица Сергия Радонежского[1]

### У
- Ульяновская ул. → Николоямская улица[1]
- Ульяновский пер. → Землянский переулок[1]
- Устинова Маршала просп. → Осенний бульвар[1]

### Ф
- Федотовой ул. → Малый Николопесковский переулок[1]
- Фрунзе ул. → улица Знаменка[1]
- Фурманова ул. → Нащокинский переулок[1]

### Х
- Хмелева ул. → Пушкарёв переулок[1]
- Художественного Театра пр. → Камергерский переулок[1]

### Ч
- Чайковского ул. → Новинский бульвар[1]
- Чернышевского ул. → улица Покровка[1]
- Чехова ул. → улица Малая Дмитровка[1]
- Чкалова ул. → улица Земляной Вал[1]

### Ш
- Шапошникова Маршала ул. → Колымажный переулок[1]

### Щ
- Щукина ул. → Большой Лёвшинский переулок[1]
- Щусева ул. → Гранатный переулок[1]

### Ю
- Южинский пер. → Большой Палашёвский переулок[1]

### Я
- Янышева пер. (с 1957 по 1996) → Крестовоздвиженский переулок (также Воздвиженский переулок)[1]